# Весела ферма (мультсеріал)
Весела ферма (анг. FARMkids) — мультсеріал виробництва «Nickelodeon». В Україні демонструється телеканалами «Піксель TV» (українською) та «Nickelodeon» (російською).

## Епізоди
| Сезон | Епізоди | Роки        |
| 1     | 1 – 13  | 2007 — 2008 |
| 2     | 14 – 26 | 2008 — 2010 |
| ----- | ------- | ----------- |